# Pier della Vigna

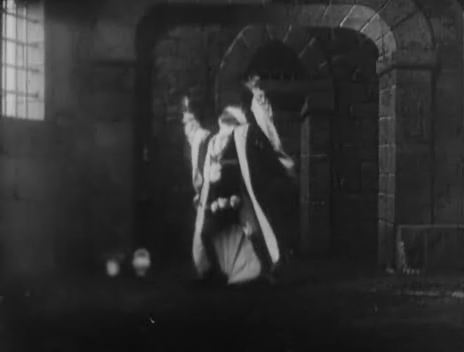
Pier della Vigna w więzieniu. Film l'Inferno (1911)

Pier della Vigna zwany również Piero delle Vigne (ur. ok. 1190, zm. 1249) – włoski prawnik, dyplomata i poeta, kanclerz (logoteta) cesarza Fryderyka II.

## Życie
Pier della Vigna urodził się około 1190 roku w Kapui. Dzięki niezwykłej inteligencji i kulturze szybko awansował. rozpoczął swą karierę około 1220 roku jako zwykły pisarz. W krótkim czasie awansował na głównego sędziego dworu. Prawdopodobnie współpracował z arcybiskupem Jakubem z Kapui przy opracowaniu kodeksu praw dla Królestwa Sycylii, zwanego Konstytucjami z Melfi, ogłoszonego przez cesarza Fryderyka II w 1231 roku. W 1245 roku był przedstawicielem cesarza na soborze w Lyonie w 1245 roku. W tym samym roku mediował w konflikcie między cesarstwem a Kościołem. W tym czasie wraz z Taddeo da Suessa zarządzał już cesarską kancelarią. W 1247 roku został cesarskim protonotariuszem i logotetą Królestwa Sycylii, stając się tym samym szefem kancelarii cesarskiej. W 1249 roku został w niewyjaśnionych okolicznościach wtrącony przez cesarza do więzienia zamku San Miniato i oślepiony. W więzieniu popełnił samobójstwo.
Okoliczności śmierci Piera della Vigna do dzisiaj budzą kontrowersje. Dante bierze go w obronę. W Boskiej komedii umieszcza go w siódmym kręgu piekła, w lesie samobójców. Składa hołd jego sztuce retorycznej każąc cesarskiemu logotecie przemawiać językiem dostojnym, bogatym w figury retoryczne. Broni go też przed zarzutem zdrady: Lecz na korzenie klnę się one świeże / co z nich wyrastam, żem ja nigdy wiary / nie złamał panu, com go wielbił szczerze. Zdaniem Dantego śmierć Piera została wywołana przez zawiść dworzan. Według relacji Mateusza z Paryża cesarski kanclerz sprzeniewierzył znaczne sumy pieniędzy, a gdy to wyszło na jaw, był nawet zamieszany w próbę zamordowania cesarza w Cremonie i to stało się przyczyną jego upadku. Współcześni historycy próbują się doszukiwać tła konfliktu cesarza z jego kanclerzem w działalności dyplomatycznej Piera.

## Twórczość
Pier della Vigna pisał po łacinie i w dialekcie sycylijskim. Pozostawił po sobie zbiór listów, satyrę na skorumpowanych księży oraz pieśni i sonety. Jego utwory poetyckie odznaczają się starannym opracowaniem retorycznym, świadomym konstruowaniem każdej strofy, a jednocześnie swoistą śpiewnością. Za pomocą wyszukanych środków językowo-stylistycznych opiewa miłość, odwołując się do skojarzeń erudycyjnych i pierwiastków baśniowo-legendowych. Kancona Amor, In mi disto ed ho speranza (Miłość, w której pragnienie i nadzieję kładę) świadczy też o tym, że jego utwory pozostają pod silnym wpływem retoryki.